# 디지 길레스피
디지 길레스피(Dizzy Gillespie, 1917년 10월 21일~1993년 1월 6일)는 미국의 트럼펫 연주자이다. 알토 색소폰 연주자 찰리 파커와 함께 모던 재즈의 원형이 되는 비밥 스타일을 정착시킨 공로자로서 재즈의 역사에서 중요한 인물 중 하나로 꼽힌다. 라틴 재즈를 발전시킨 아티스트로도 유명하다.
찰리 파커(알토색소폰 주자)와 함께 밥(Bop) 시대의 상징적 존재이다. 로이 엘드리지의 모방자로서 출발하였으나 밥 이후 오늘날까지 최고의 트럼펫 주자로서 군림하였다. 자주 빅 밴드를 편성하였으며, 현재는 캄보를 이끌며 특히 아프로 큐번(Afro Cuban) 리듬을 사용한 작품이 많다. 그 성질대로 한없이 명랑한 음빛깔과 프레이징의 소유자이다.
1993년 폴라음악상을 받았다.

## 같이 보기
- 거트루드 에이버크롬비